# Muricea albida
Muricea albida är en korallart som beskrevs av Addison Emery Verrill 1866. Muricea albida ingår i släktet Muricea och familjen Plexauridae. Inga underarter finns listade i Catalogue of Life.